# ديبي ناثان
ديبي ناثان (بالإنجليزية: Debbie Nathan)‏ هي صحفية وكاتِبة ومترجمة ومؤلفة أمريكية، ولدت في 27 أغسطس 1950 في هيوستن في الولايات المتحدة.